# 同里湖
同里湖是一个位于中华人民共和国江苏省蘇州市吴江區的湖泊，面积约为2.4平方千米。2005年2月，列入江苏省湖泊保护名录。